# Nikola Kastner
Nikola Kastner (née le 13 février 1983, à Hambourg, en Allemagne) est une actrice allemande.
Elle est notamment connue pour avoir joué le rôle de Linda Seiler, dans la série Deutschland 83.

## Filmographie partielle
Open My Eyes Sophie 2016
L'origine de la violence Ilse Koch 2015
Homeland (TV) Lenya - Super Powers (2015) ... Lenya  2015
Deutschland 83 (TV Series) Linda Seiler 2015
Inga Lindström (TV Series) (2015)
Phoenix Junge Frau 2014
Tatort (TV) Ivanka(2011)
2011
Brigade du crime (TV)  Cora Baumann 2011
Le journal de Meg (TV)  Schwangere 2010
Black Forest Sabine 2009
Ma vie à moi (TV)  2006